# Václav F. Kumpošt
Václav F. Kumpošt (28. září 1843 Žamberk – 26. února 1874 Praha) byl zakladatelem časopisu Vesmír.

## Život
Narodil se v Žamberku, v rodině baráčníka Jana Kumpošta a jeho manželky Terezie, rozené Steinerové. V deseti letech zcela osiřel a dětství proto prožil v rodině žamberského hodináře Alberta. Vyrůstal zde spolu se svým nevlastním bratrem, Eduardem Albertem, který se později stal slavným chirurgem, jakož i dalšími nevlastními sourozenci (František Albert, Tereza Svatová a Kateřina Thomová).
Studoval v Praze medicínu a v roce 1871 založil časopis Vesmír. 
Zemřel na tuberkulózu dne 26. února 1874 ve všeobecné nemocnici v Praze.

## Kumpoštovo poselství
První číslo časopisu Vesmír bylo na titulní stránce uvedeno tímto provoláním:
| „                               | … Pěstování věd přírodních v rozměrech nejširších je životní otázkou naší! K rozřešení její zdárnému působiti bude pak povždy účelem listu našeho. Nevylučujem z programu svého žádný odbor vědy přírodní, byť laikovi sebe obtížnějším a nepřístupnějším býti se zdál; přední snahou naší bude podávati pokud možno nejširší rozhled do nejnovějších pokroků přísných věd spůsobem populárním, každému pochopitelným, zajímavým a poučným. I hojné zprávy průmyslové a řemeslnické budeme pěstovati, neboť řemesla a všeliké živnosti v popředí založeny jsou na vědách přírodních, na rozvoji a pokroku jejich. Posléze pilné zření míti budeme ku všem českým spolkům a klubům přírodozpytců, zeměpisců, zástupců věd technických a j., jichž zájmy týkající se zejména šíření a zvelebování věd přírodních zároveň splývají s účelem listu našeho. … | “ |
| — vydavatelstvo Časopisu Vesmír | |   |